# Tadeusz Słodyk
Tadeusz Franciszek Słodyk (ur. 8 stycznia 1915 w Wiśniowej, zm. 25 lutego 2004 w Mediolanie) − inżynier, doktor chemii, wykładowca Politechniki Mediolańskiej, członek zarządu argentyńskich i włoskich przedsiębiorstw branży chemicznej, działacz organizacji polonijnych, podczas II wojny światowej żołnierz 2 Korpusu.

## Życiorys
Był absolwentem Gimnazjum im. Stanisława Konarskiego w Rzeszowie i Wydziału Chemii Politechniki Lwowskiej. Aresztowany w 1939 roku przez NKWD, został zesłany do obozu pracy w Jercewie w obwodzie archangielskim. Zwolniony na mocy układu Sikorski-Majski, wstąpił do Armii Andersa i przez Persję i Irak dotarł do Palestyny. Przeszedł szlak bojowy 2 Korpusu. Został ranny pod Monte Cassino. Służył w 6 Kompanii Zaopatrywania, w stopniu plutonowego podchorążego. 
Po zakończeniu wojny pozostał we Włoszech, nostryfikował dyplom, uzyskał doktorat i podjął pracę naukową na Politechnice Mediolańskiej, był między innymi asystentem profesora Giulio Natty, późniejszego noblisty. W 1948 roku wyjechał do Argentyny, pracował w zarządzie firmy Plasiversal w San Nicolás, gdzie zorganizował polską szkołę. Zaangażował się w działalność organizacji polonijnych. Był przewodniczącym Związku Harcerstwa Polskiego w Argentynie, prezesem Związku Polaków i współzałożycielem Generalnego Związku Polaków Ameryki Łacińskiej.
Powrócił do Włoch w 1969 roku, pracował w zarządzie firmy Pagnoni w Monzy. Był współzałożycielem Związku Polaków we Włoszech i Związku Polaków w Mediolanie, prezesem honorowym tego ostatniego. Z jego inicjatywy w 1997 roku powstała kaplica polska przy kościele San Bartolomeo w Mediolanie. W 2000 roku ufundował pracownię chemiczną dla I Liceum w Rzeszowie, noszącą obecnie jego imię.